# Zeleni rt
Zeleni rt (Cap-Vert) je presque-isle i poluotok na senegalskoj obali. Smjestio se na 14° 42′ 48″ sjeverne zemljopisne širine i 17° 27′ 17″ zapadne zemljopisne dužine. Rt Almadies na poluotoku najistaknutija je točka afričkog kontinenta na zapadu. Okružena je Atlantskim oceanom. Ime na portugalskom Cabo Verde nadjenuo mu je 1444. portugalski pomorac Dinis Dias, zbog bogatog raslinja ovog stjenovitog rta koja je bila u suprotnosti sa suhoćom zaleđa.
Zeleni rt označuje granicu Grande-Côte koja je prema sjeveru i Petite-Côte koja je prema jugu. Sami presque-isle na kojem je Zeleni rt ograničen je dvama rtovima, Almadiesom na sjeveru i rtom Manuelom na jugu. 
Dvije najviše uzvisine su dvojac brežuljaka Deux Mamelles ("dvije bradavice") vulkanskog podrijetla kod Ouakama, predgrađa Dakara. Na višem od ta dva brežuljka na 105 metara nadmorske visine jest Mamelles, najviša točka Zelenog rta.
U blizini se nalazi znamenitost, slano jezero Rose. Zeleni rt geološki je bogat. Vrh presque-islea omeđuju malene obalne hridi kojima dominiraju dva preostala vulkanska brežuljka Mamelles. Na to se nadovezuje zelenortska prevlaka (Rufisque, Bargny) koja je visine od 20 do 30 metara. Na sjeveru graniči s regijom Niayes, a na istoku s horstom Diassom.
Prvi stanovnici Zelenog rta bio je narod Leboua koji su se bavili ribarstvom i poljodjelstvom. Portugalci, koji su otkrili rt 1444. godine i uspostavili faktoriju 1446., nisu namjeravali uspostaviti svoju vlast dublje u zaleđe.
Francuzi su iz svoje faktorije u Saint-Louisu potisnuli narod Toucoulera 1854. godine i poduzeli osvajački pohod na državu Waaloa u kojem su živjeli narodi Wolofa, Fulbe, Toucouleri, Saraholi i trarski Mauri, te dolini rijeke Senegala.